# Leucophora hiemalis
Leucophora hiemalis är en tvåvingeart som beskrevs av Griffiths 1996. Leucophora hiemalis ingår i släktet Leucophora och familjen blomsterflugor.
Artens utbredningsområde är Kalifornien. Inga underarter finns listade i Catalogue of Life.